# Om igen
Om igen, skriven av Ingela 'Pling' Forsman, Håkan Almqvist och Bobby Ljunggren, är en svenskspråkig ballad som den svenska sångerskan Lena Philipsson framförde i Melodifestivalen 1988. Om igen slutade där på andra plats. Kikki Danielsson erbjöds först att tävla med Om igen, men tackade nej ".
Singeln nådde som bäst tiondeplatsen på försäljningslistan för singlar i Sverige. Melodin låg på Svensktoppen i 12 veckor under perioden 10 april-4 september 1988, med andraplats som bästa resultar där .
Melodin vann OGAE Second Chance Contest 1988.

## Listplaceringar
| Lista (1988) | Position |
| ------------ | -------- |
| Sverige      | 10       |